# Capreolucanus sicardi
Capreolucanus sicardi es una especie de coleópteros de la familia Lucanidae. Presenta las subespecies:
- Capreolucanus sicardi akitai
- Capreolucanus sicardi nosei
- Capreolucanus sicardi sicardi

## Distribución geográfica
Habita en Vietnam.